# Les Dames Anglaises
Les Dames Anglaises literalmente, As Senhoras inglesas, é um conjunto montanhoso que fica entre a Agulha Preta de Peuterey e a Agulha Branca de Peuterey no Vale de Aosta em Itália e que culminam a 3 601 m.

## Imagem

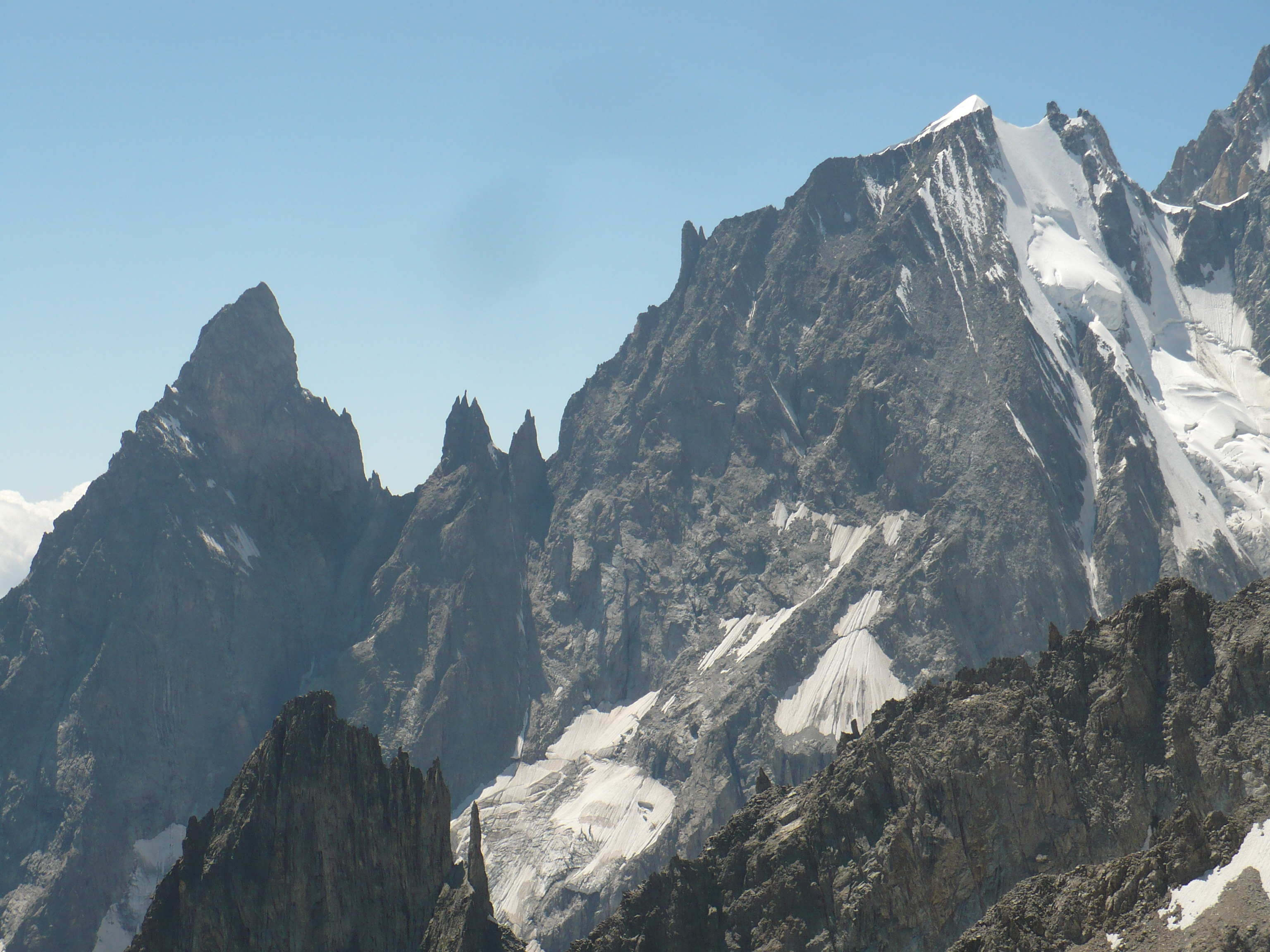
Les Dames Anglaises ao centro rodadas à esq. pela Agulha Preta de Peuterey e à dir. pela Agulha Branca de Peuterey